# Wilhelmine Eichler

Wilhelmine Eichler

Wilhelmine Eichler (* 5. April 1872 in Queienfeld; † 27. November 1937 in Leipzig) war eine deutsche Politikerin (SPD, KPD).

## Leben und Wirken
Wilhelmine Eichler wurde 1872 als Tochter eines Leinenwebers geboren. Nach dem Besuch der Volksschule in Queienfeld in den Jahren 1878 bis 1886 arbeitete sie bis zu ihrer Verheiratung 1893 als Dienstmädchen. Als Ehefrau „erlernte sie die Etuibranche“. Später war sie zudem als Brauereigehilfin und als Buchbinderin tätig. Als junge Frau begann Eichler sich in der Sozialdemokratischen Partei Deutschlands (SPD) zu engagieren. 1906 wurde Eichler Vorstandsmitglied ihrer Partei und der Filiale des Buchbinderverbandes in Eisenberg. Zur Vertiefung ihrer politisch-organisatorischen Fähigkeiten besuchte sie 1913 die Gewerkschaftsschule in Berlin. Als Delegierte nahm sie in der Vorkriegszeit am Jenaer Parteitag der SPD von 1913 und am Berliner Heimarbeiterkongress teil.
Während des Ersten Weltkrieges war Eichler in der Kriegsfürsorge tätig. 1917 nahm sie als Delegierte am Berliner Frauenkongress teil.
Im Januar 1919 wurde Eichler in die Weimarer Nationalversammlung gewählt, in der sie bis zum Zusammentritt des ersten Reichstages der Weimarer Republik im Juni 1920 den Wahlkreis 36 (Thüringen) vertrat. Als Abgeordnete der Nationalversammlung, in der erstmals in der deutschen Geschichte Frauen als politische Mandatsträger zugelassen waren, gehörte sie zu der ersten Gruppe weiblicher Parlamentarier in Deutschland. Daneben war sie von 1919 bis 1920 auch Mitglied des Landtages von Sachsen-Altenburg.
Am 16. September 1921 zog Eichler im Nachrückverfahren für den ausgeschiedenen Abgeordneten Paul Reißhaus in den 1920 gewählten Reichstag ein, in dem sie bis zur Wahl vom Mai 1924 den Wahlkreis 13 (Thüringen) vertrat. Während ihrer Zeit im Reichstag wechselte Eichler im Februar 1924 von der SPD zur Kommunistischen Partei Deutschlands (KPD) über, deren Reichstagsfraktion sie sich auch für ihre kurze verbleibende Abgeordnetenzeit anschloss. Anschließend war sie politisch nicht mehr aktiv.